# ФК 1. ХШК Грађански
1. ХШК Грађански је хрватски фудбалски клуб из Загреба. Основан је 26. априла 1911. године.
Клуб је имао секције за фудбал, хазену, бициклизам и рукомет, од којих је најпознатији био фудбалски клуб. Први председник клуба био је Андрија Мутафелија. Боја дресова је била плава, а надимак Пургери.
У старијој генерацији између 1920. и 1930. године истакли су се: Драгутин Братулић, Максимилијан Михалчић, Брацо Бубић, Славин Циндрић, Еуген Дасовић, Фрањо Глазер, Рудолф Рупец, Стјепан Урбанчић и Драгутин Врђука.

## Успеси клуба
- Првенство Југославије (5)

1923, 1926, 1928, 1936/37, 1939/40
- Првенство НДХ (2)

1941, 1943
- Куп НДХ (1)

1941.
У међународној конкуренцији постигао је запаженије успехе у сусретима са клубовима из Уједињеног Краљевства (1936. и 1937. године) у Ливерпулу, Донкастеру, Единбургу и Вулверхемптону као и у такмичењу у Митропа купу. У то време за Грађански су играли: голмани Емил Урх и Фрањо Глазер, бекови Марко Рајковић, Мирослав Брозовић, Бернард Хигл, и Ернест Дубац, средњи ред Густав Лехнер, Иван Јазбиншек, Антун Погачник и Светозар Ђанић, а у нападу Мирко Кокотовић, Фрањо Велф, Аугустин Лешник, Милан Антолковић, Бранко Плеше, Флоријан Матекало и Вилим Шипош.
За утакмице у југословенском првенству екипу су водили искључиво страни трнери: Енглези Гаскел, Хафтл, Донели, Мађари Пожењи, Молнар, Букови, Аустријанац Брандштетер.
У почетку су користили игралиште у Тушканцу, на Мартовки и на Каналу до изградње властитог на Котурашкој цести, које је 1924. отворио Стјепан Радић.
Формално је престао да делује 19. маја 1945, када се по ослобођењу Загреба приступило оснивању нових фискултурних (спортских) друштава.
Његову традицију наставља НК Динамо Загреб. Од њега је Динамо преузео плаву боју дресова и надимак пургери. Већина играча Грађанског је прешла у новоосновани клуб, заједно са тренером Мартоном Буковијем (мађ. Márton Bukovi), а од 1969. и грб Динама постаје сличан грбу Грађанског.

## Грађански у европским такмичењима
| Сезона | Такмичење   | Коло          | Држава            | Клуб                | Резултат      |
| ------ | ----------- | ------------- | ----------------- | ------------------- | ------------- |
| 1928   | Митропа куп | четвртфинале  | Чехословачка      | ФК Викторија Жижков | 3-2, 1-6      |
| 1937   | Митропа куп | осмина финала | Краљевина Италија | ФК Ђенова           | 1-3, 0-3      |
| 1940   | Митропа куп | четвртфинале  | Мађарска          | ФК Ујпешт           | 4-0, 1-0      |
|        |             | полуфинале    | Чехословачка      | ФК Славија Праг     | 0-0, 0-0, 1-1 |